# Gomateshwara

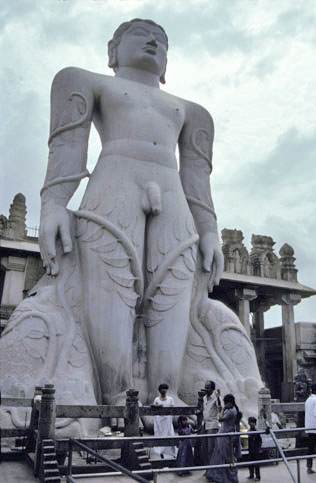
Statua di Gomateshwara

Il Gomateshwara è una statua monolitica alta circa 18 metri posta su una collina presso la località Shravanabelagola nel distretto di Hassan dello stato indiano del Karnataka. 
La statua fu eretta dal re Chavunda Raya della dinastia Ganga in onore dell'eroe e monaco Bahubali durante il settimo secolo d.C. La sua altezza rispecchia quella che secondo i giainisti doveva essere la statura originaria degli esseri umani. Ogni dodici anni migliaia di pellegrini devoti e di turisti si affollano in occasione di una fastosa cerimonia chiamata Mahamastikabhisheka, durante la quale latte, acqua e vari oggetti consacrati vengono versati sopra la testa della statua.